# Tour di Jimi Hendrix

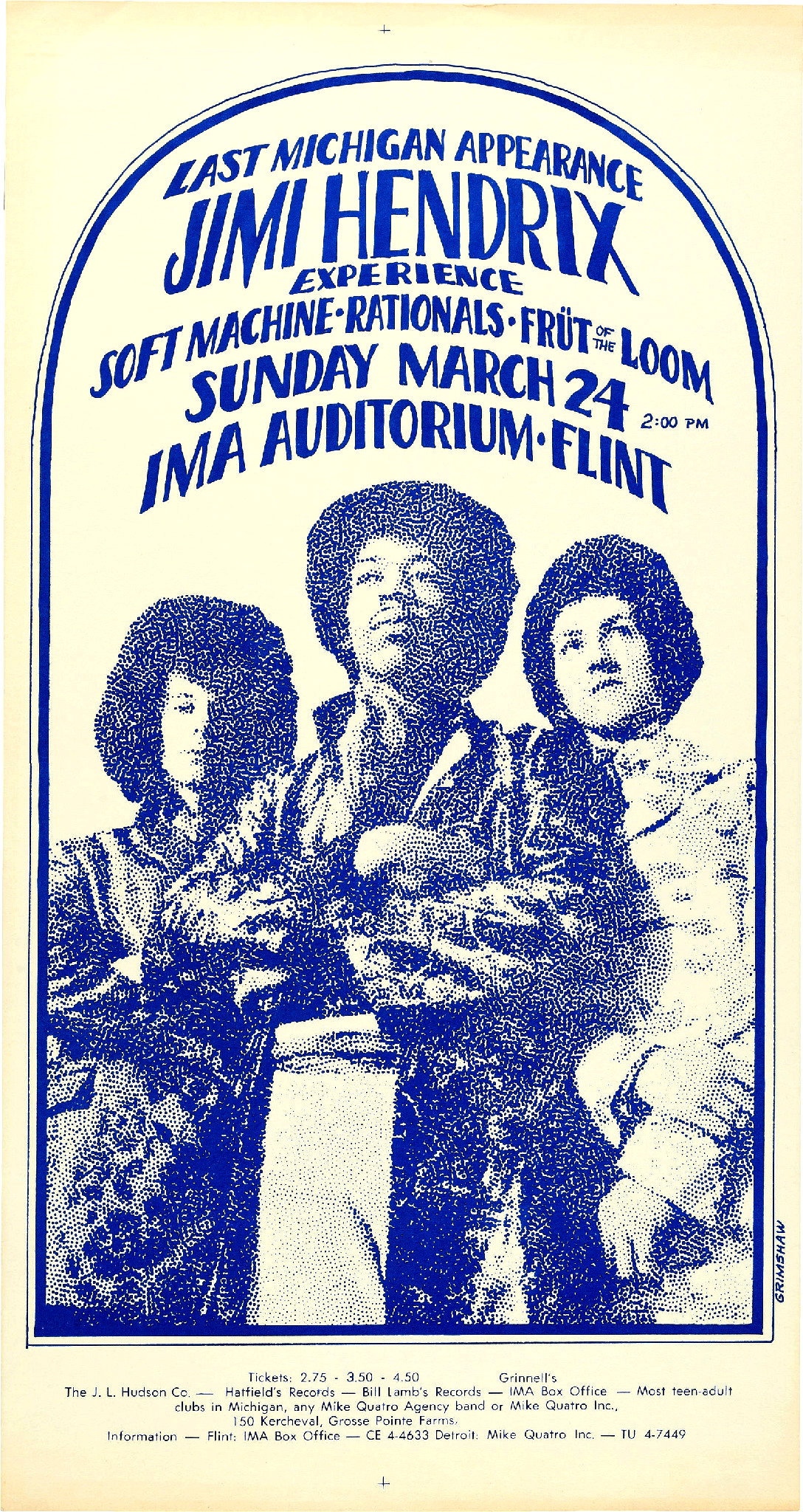

Questa pagina raccoglie tutti i concerti di Jimi Hendrix dal 1966 al 1970, suonò soprattutto con la sua band Jimi Hendrix Experience.

## 1966
Il tour del 1966 si svolse alla fine del 1966 solo in Europa soprattutto in Francia e Gran Bretagna, con solo 3 date in Germania Ovest
| Data          | Locale               | Luogo             | Stato          |
| ------------- | -------------------- | ----------------- | -------------- |
| 13 ottobre    | Novelty              | Évreux            | Francia        |
| 14 ottobre    | Cinèma le Rio        | Nancy             | Francia        |
| 15 ottobre    | Salle des Fêtes      | Villerupt         | Francia        |
| 18 ottobre    | Olympia              | Parigi            | Francia        |
| 25 ottobre    | Scott of St.James    | Londra            | Gran Bretagna  |
| 8-11 novembre | Big Apple            | Monaco di Baviera | Germania Ovest |
| 25 novembre   | Bag O'Nails          | Londra            | Gran Bretagna  |
| 26 novembre   | Ricky Tick           | Hounslow          | Gran Bretagna  |
| 10 dicembre   | The Ram Jam Club     | Londra            | Gran Bretagna  |
| 16 dicembre   | Chislehurst Caves    | Bromley           | Gran Bretagna  |
| 21 dicembre   | Blaises              | Londra            | Gran Bretagna  |
| 22 dicembre   | Guidhall             | Southampton       | Gran Bretagna  |
| 26 dicembre   | The Upper Cut        | Londra            | Gran Bretagna  |
| 31 dicembre   | Hillside Social Club | Folkestone        | Gran Bretagna  |

## 1967
| Data                  | Locale                                         | Luogo                          | Stato            |
| --------------------- | ---------------------------------------------- | ------------------------------ | ---------------- |
| 4 gennaio             | Bromel Club Bromley Court Hotel                | Bromley                        | Gran Bretagna    |
| 7 gennaio             | New Century Hall                               | Manchester                     | Gran Bretagna    |
| 8 gennaio             | Mojo Club                                      | Sheffield                      | Gran Bretagna    |
| 11 gennaio            | Bag O'Nails                                    | Londra                         | Gran Bretagna    |
| 12-13 gennaio         | 7½ Club                                        | Londra                         | Gran Bretagna    |
| 14 gennaio            | Beachcomber Club                               | Nottingham                     | Gran Bretagna    |
| 15 gennaio            | Country Club                                   | Kirk Levington                 | Gran Bretagna    |
| 17-18 gennaio         | 7½ Club                                        | Londra                         | Gran Bretagna    |
| 19 gennaio            | Speakeasy                                      | Londra                         | Gran Bretagna    |
| 20 gennaio            | Haverstock Hill Country Club                   | Londra                         | Gran Bretagna    |
| 21 gennaio            | Refectory                                      | Londra                         | Gran Bretagna    |
| 22 gennaio            | Astoria                                        | Oldham                         | Gran Bretagna    |
| 24 gennaio            | Marquee Club                                   | Londra                         | Gran Bretagna    |
| 25 gennaio            | The Oxford Cellar                              | Norwich                        | Gran Bretagna    |
| 27 gennaio            | Chislehurst Caves                              | Bromley                        | Gran Bretagna    |
| 28 gennaio            | The Upper Cut                                  | Londra                         | Gran Bretagna    |
| 29 gennaio            | Saville Theater                                | Londra                         | Gran Bretagna    |
| 1º febbraio           | New Cellar Club                                | South Shields                  | Gran Bretagna    |
| 2 febbraio            | Imperial Hotel                                 | Darlington                     | Gran Bretagna    |
| 3 febbraio            | Ricky Tick                                     | Hounslow                       | Gran Bretagna    |
| 4 febbraio            | The Ram Jam Club                               | Londra                         | Gran Bretagna    |
| 4 febbraio            | Flamingo                                       | Londra                         | Gran Bretagna    |
| 6 febbraio            | Star Hotel                                     | Croydon                        | Gran Bretagna    |
| 8 febbraio            | Bromel Club Bromley Court Hotel                | Bromley                        | Gran Bretagna    |
| 9 febbraio            | Locarno                                        | Bristol                        | Gran Bretagna    |
| 10 febbraio           | Plaza                                          | Newbury                        | Gran Bretagna    |
| 11 febbraio           | Blue Moon                                      | Cheltenham                     | Gran Bretagna    |
| 12 febbraio           | Sinking Ship Clubland                          | Stockport                      | Gran Bretagna    |
| 14 febbraio           | The Civic Hall                                 | Grays                          | Gran Bretagna    |
| 15 febbraio           | Dorothy Ballroom                               | Cambridge                      | Gran Bretagna    |
| 17 febbraio           | Ricky Tick Thames Hotel                        | Windsor                        | Gran Bretagna    |
| 18 febbraio           | York University                                | York                           | Gran Bretagna    |
| 19 febbraio           | Blarney Club                                   | Londra                         | Gran Bretagna    |
| 20 febbraio           | The Pavillion                                  | Bath                           | Gran Bretagna    |
| 22 febbraio           | Roundhouse                                     | Londra                         | Gran Bretagna    |
| 23 febbraio           | The Pavilion                                   | Worthing                       | Gran Bretagna    |
| 24 febbraio           | Leicester University                           | Leicester                      | Gran Bretagna    |
| 25 febbraio           | Saturday Scene Corn Exchange                   | Chelmsford                     | Gran Bretagna    |
| 26 febbraio           | Cliffs Pavilion                                | Southend-on-Sea                | Gran Bretagna    |
| 1º marzo              | Le Cadran Omnibus (?) Club du Gibus (?)        | Colombes                       | Francia          |
| 4 marzo               | Faculté de droit d'Assas                       | Parigi                         | Francia          |
| 5 marzo               | Twenty Club                                    | Lens                           | Francia          |
| 5 marzo               | Twenty Club                                    | Mouscron                       | Belgio           |
| 9 marzo               | Skyline Ballroom                               | Kingston upon Hull             | Gran Bretagna    |
| 10 marzo              | Club A Go-Go                                   | Newcastle upon Tyne            | Gran Bretagna    |
| 11 marzo              | International Club                             | Leeds                          | Gran Bretagna    |
| 12 marzo              | Gyro Club, Troutbeck Hotel                     | Ilkley                         | Gran Bretagna    |
| 17-18-19 marzo        | Star-Club                                      | Amburgo                        | Germania Ovest   |
| 23 marzo              | Guild Hall                                     | Southampton                    | Gran Bretagna    |
| 25 marzo              | Starlight Room, Gliderdrome                    | Boston                         | Gran Bretagna    |
| 26 marzo              | Tabernacle Club                                | Stockport                      | Gran Bretagna    |
| 28 marzo              | Assembly Hall                                  | Aylesbury                      | Gran Bretagna    |
| 31 marzo              | The Astoria                                    | Londra                         | Gran Bretagna    |
| 1º aprile             | Gaumont                                        | Ipswich                        | Gran Bretagna    |
| 2 aprile              | Gaumont                                        | Worcester                      | Gran Bretagna    |
| 5 aprile              | Odeon                                          | Leeds                          | Gran Bretagna    |
| 6 aprile              | Odeon                                          | Glasgow                        | Scozia           |
| 7 aprile              | ABC                                            | Carlisle                       | Gran Bretagna    |
| 8 aprile              | ABC                                            | Chesterfield                   | Gran Bretagna    |
| 9 aprile              | The Empire                                     | Liverpool                      | Gran Bretagna    |
| 11 aprile             | Granada                                        | Bedford                        | Gran Bretagna    |
| 12 aprile             | Gaumont                                        | Southampton                    | Gran Bretagna    |
| 13 aprile             | Gaumont                                        | Wolverhampton                  | Gran Bretagna    |
| 14 aprile             | Odeon                                          | Bolton                         | Gran Bretagna    |
| 15 aprile             | Odeon                                          | Blackpool                      | Gran Bretagna    |
| 16 aprile             | De Montfort Hall                               | Leicester                      | Gran Bretagna    |
| 19 aprile             | Odeon                                          | Birmingham                     | Gran Bretagna    |
| 20 aprile             | ABC                                            | Lincoln                        | Gran Bretagna    |
| 21 aprile             | City Hall                                      | Newcastle upon Tyne            | Gran Bretagna    |
| 22 aprile             | Odeon                                          | Manchester                     | Gran Bretagna    |
| 23 aprile             | Gaumont                                        | Hanley                         | Gran Bretagna    |
| 25 aprile             | Colston Hall                                   | Bristol                        | Gran Bretagna    |
| 26 aprile             | Capitol                                        | Cardiff                        | Galles           |
| 27 aprile             | ABC                                            | Aldershot                      | Gran Bretagna    |
| 28 aprile             | Adelphi                                        | Slough                         | Gran Bretagna    |
| 29 aprile             | Winter Gardens                                 | Bournemouth                    | Gran Bretagna    |
| 30 aprile             | Granada                                        | Londra                         | Gran Bretagna    |
| 6 maggio              | "Ballroom of the Stars", The Imperial          | Nelson                         | Gran Bretagna    |
| 7 maggio              | Saville Theatre                                | Londra                         | Gran Bretagna    |
| 12 maggio             | "Bluesville '67", Bluesville Club              | Londra                         | Gran Bretagna    |
| 13 maggio             | Imperial College                               | Londra                         | Gran Bretagna    |
| 14 maggio             | Belle Vue                                      | Manchester                     | Gran Bretagna    |
| 15 maggio             | Neue Welt                                      | Berlino                        | Germania Ovest   |
| 16 maggio             | Big Apple                                      | Monaco di Baviera              | Germania Ovest   |
| 19 maggio             | Konserthallon, Liseberg                        | Göteborg                       | Svezia           |
| 20 maggio             | Mariebergsskogen                               | Karlstad                       | Svezia           |
| 21 maggio             | Falkoner Centret                               | Copenaghen                     | Danimarca        |
| 22 maggio             | Kulttuuritalo                                  | Helsinki                       | Finlandia        |
| 23 maggio             | Klubb Bongo                                    | Malmö                          | Svezia           |
| 24 maggio             | Stora Scenen, Gröna Lund, Tivoli               | Stoccolma                      | Svezia           |
| 24 maggio             | Dans In, Grona Lund,                           | Stoccolma                      | Svezia           |
| 27 maggio             | Star Palace                                    | Kiel                           | Germania Ovest   |
| 28 maggio             | Jaguar Club                                    | Herford                        | Gran Bretagna    |
| 29 maggio             | "Barbeque '67", Tulip Bulb                     | Spalding                       | Gran Bretagna    |
| 4 giugno              | Saville Theatre                                | Londra                         | Gran Bretagna    |
| 18 giugno             | Monterey International Pop Festival            | Monterey (California)          | USA              |
| 20-21-22-23-24 giugno | Fillmore West                                  | San Francisco                  | USA              |
| 25 giugno             | Panhandle, Golden Gate Park                    | San Francisco                  | USA              |
| 1º luglio             | Earl Warren                                    | Santa Barbara (California)     | USA              |
| 2 luglio              | Whisky A Go Go                                 | Los Angeles, California        | USA              |
| 3-4 luglio            | Scene Club                                     | New York                       | USA              |
| 5 luglio              | "Rheingold Festival", Central Park             | New York                       | USA              |
| 8 luglio              | Coliseum                                       | Jacksonville, Florida          | USA              |
| 9 luglio              | Convention Hall                                | Miami, Florida                 | USA              |
| 11 luglio             | Coliseum                                       | Charlotte (Carolina del Nord)  | USA              |
| 12 luglio             | Coliseum                                       | Greensboro (Carolina del Nord) | USA              |
| 13-14-15-16 luglio    | Forest Hills Stadium                           | New York                       | USA              |
| 20 luglio             | Salvation                                      | New York                       | USA              |
| 21-22-23 luglio       | Café A Go Go                                   | New York                       | USA              |
| 3-4-5 agosto          | Salvation                                      | New York                       | USA              |
| 7-8 agosto            | Salvation                                      | New York                       | USA              |
| 9-10-11-12-13 agosto  | Ambassador Theatre                             | Washington                     | USA              |
| 15 agosto             | Fifth Dimension Club                           | Ann Arbor, Michigan            | USA              |
| 18 agosto             | Hollywood Bowl                                 | Hollywood, California          | USA              |
| 27 agosto             | Saville Theatre                                | Londra                         | Gran Bretagna    |
| 29 agosto             | "Nottingham Blues Festival"                    | Nottingham                     | Gran Bretagna    |
| 3 settembre           | Konserthallen, Liseberg                        | Göteborg                       | Svezia           |
| 4 settembre           | Stora Scenen, Grona Lund, Tivoli               | Stoccolma                      | Svezia           |
| 4 settembre           | Dans In, Grona Lund                            | Stoccolma                      | Svezia           |
| 6 settembre           | Västeråsidrottshall                            | Västerås                       | Svezia           |
| 8 settembre           | Popladen, Hogbo bruk                           | Högbo                          | Svezia           |
| 9 settembre           | Mariebergsskogun                               | Karlstad                       | Svezia           |
| 10 settembre          | Stora Salen, Grona Lund                        | Stoccolma                      | Svezia           |
| 10 settembre          | Dans In, Grona Lund                            | Stoccolma                      | Svezia           |
| 12 settembre          | Starnscenen, Liseberg                          | Göteborg                       | Svezia           |
| 7 ottobre             | The Wellington Club                            | Dereham                        | Gran Bretagna    |
| 8 ottobre             | Saville Theatre                                | Londra                         | Gran Bretagna    |
| 9 ottobre             | Olympia                                        | Parigi                         | Francia          |
| 15 ottobre            | Starlight Ballroom                             | Crawley                        | Gran Bretagna    |
| 22 ottobre            | Hasting Pier                                   | Hastings                       | Gran Bretagna    |
| 24 ottobre            | Colston Hall                                   | Bristol                        | Gran Bretagna    |
| 26 novembre           | Palace Theatre                                 | Manchester                     | Gran Bretagna    |
| 27 novembre           | "Festival of Arts" Whitla Hall Queen's College | Belfast                        | Irlanda del Nord |
| 1º dicembre           | Central Hall                                   | Chatham                        | Gran Bretagna    |
| 2 dicembre            | The Dome                                       | Brighton                       | Gran Bretagna    |
| 3 dicembre            | Theatre Royal                                  | Nottingham                     | Gran Bretagna    |
| 4 dicembre            | City Hall                                      | Newcastle upon Tyne            | Gran Bretagna    |
| 5 dicembre            | Green's Playhouse                              | Glasgow                        | Scozia           |
| 22 dicembre           | "Christmas on Earth Continued" Olympia         | Londra                         | Gran Bretagna    |

## 1968
| Data           | Locale                                                  | Luogo                      | Stato         |
| -------------- | ------------------------------------------------------- | -------------------------- | ------------- |
| 4 gennaio      | Lorensberg Cirkus                                       | Göteborg                   | Svezia        |
| 5 gennaio      | Jernvallen Sportshall                                   | Sandviken                  | Svezia        |
| 7 gennaio      | Tivoli Konsertsal                                       | Copenaghen                 | Danimarca     |
| 8 gennaio      | Stora Salen Konserthuset                                | Stoccolma                  | Svezia        |
| 29 gennaio     | Olympia                                                 | Parigi                     | Francia       |
| 1º febbraio    | Fillmore Auditorium                                     | San Francisco              | USA           |
| 5 febbraio     | Sun Devils Gym Arizona State University                 | Tempe (Arizona)            | USA           |
| 6 febbraio     | V.I.P. Club                                             | Tucson (Arizona)           | USA           |
| 8 febbraio     | Men's Gym Sacramento State College                      | Sacramento (California)    | USA           |
| 9 febbraio     | Anaheim Convention Centre                               | Anaheim (California)       | USA           |
| 10 febbraio    | Shrine Auditorium                                       | Los Angeles                | USA           |
| 12 febbraio    | Center Arena                                            | Seattle (Washington)       | USA           |
| 13 febbraio    | Ackerman Union Grand Ballroom, UCLA                     | Los Angeles                | USA           |
| 14 febbraio    | Regis College Fieldhouse                                | Denver (Colorado)          | USA           |
| 15 febbraio    | Municipal Auditorium                                    | San Antonio (Texas)        | USA           |
| 16 febbraio    | State Fair Music Hall                                   | Dallas (Texas)             | USA           |
| 17 febbraio    | Will Rogers Auditorium                                  | Fort Worth, Texas          | USA           |
| 18 febbraio    | Music Hall                                              | Houston, Texas             | USA           |
| 21-22 febbraio | Electric Factory                                        | Filadelfia, Pennsylvania   | USA           |
| 23 febbraio    | Masonic Temple                                          | Detroit (Michigan)         | USA           |
| 24 febbraio    | CNE Coliseum Arena                                      | Toronto, Ontario           | Canada        |
| 25 febbraio    | Chicago Civic Opera House                               | Chicago (Illinois)         | USA           |
| 27 febbraio    | The Factory                                             | Madison (Wisconsin)        | USA           |
| 28-29 febbraio | The Scene                                               | Milwaukee (Wisconsin)      | USA           |
| 2 marzo        | Hunter College                                          | New York                   | USA           |
| 3 marzo        | Vets Memorial Auditorium                                | Columbus (Ohio)            | USA           |
| 8 marzo        | Marvel Gym Brown University                             | Providence (Rhode Island)  | USA           |
| 9 marzo        | State University of New York Stony Brook                | Long Island (New York)     | USA           |
| 10 marzo       | International Ballroom Hilton Hotel                     | Washington                 | USA           |
| 15 marzo       | Clark University                                        | Worcester (Massachusetts)  | USA           |
| 16 marzo       | Lewiston Armory                                         | Lewiston, Maine            | USA           |
| 19 marzo       | Capitol Theatre                                         | Ottawa, Ontario            | Canada        |
| 21 marzo       | Community War Memorial                                  | Rochester, New York        | USA           |
| 22 marzo       | Bushnell Memorial Hall                                  | Hartford (Connecticut)     | USA           |
| 23 marzo       | Buffalo Memorial Auditorium                             | Buffalo (New York)         | USA           |
| 24 marzo       | IMA Auditorium                                          | Flint, Michigan            | USA           |
| 26 marzo       | Public Music Hall                                       | Cleveland, Ohio            | USA           |
| 27 marzo       | Teen America Building Lion's Delware CO. Fairgrounds    | Muncie, Indiana            | USA           |
| 28 marzo       | Xavier University Fieldhouse                            | Cincinnati (Ohio)          | USA           |
| 29 marzo       | University of Toledo Fieldhouse                         | Toledo (Ohio)              | USA           |
| 31 marzo       | Arena                                                   | Filadelfia, Pennsylvania   | USA           |
| 2 aprile       | Paul Sauve Arena                                        | Montréal, Québec           | Canada        |
| 4 aprile       | Civic Dome                                              | Virginia Beach, Virginia   | USA           |
| 5 aprile       | Symphony Hall                                           | Newark (New Jersey)        | USA           |
| 6 aprile       | Westchester County Center                               | White Plains, New York     | USA           |
| 19 aprile      | Troy Armory                                             | Troy, New York             | USA           |
| 10 maggio      | Fillmore East                                           | New York                   | USA           |
| 18-19 maggio   | "Miami Pop Festival" Gulf Stream Race Track, Hallandale | Miami, Florida             | USA           |
| 23 maggio      | Piper Milano                                            | Milano                     | Italia        |
| 24 maggio      | Teatro Brancaccio                                       | Roma                       | Italia        |
| 25 maggio      | Teatro Brancaccio                                       | Roma                       | Italia        |
| 26 maggio      | Palazzo dello Sport                                     | Bologna                    | Italia        |
| 30-31 maggio   | "Monster-Konzert" Hallenstadion                         | Zurigo                     | Svizzera      |
| 6 luglio       | "Woburn Music Festival" Woburn Abbey Beds               | Woburn                     | Gran Bretagna |
| 15 luglio      | Sgt. Pepper's                                           | Palma di Maiorca           | Spagna        |
| 30 luglio      | Independence Hall Lakeshore Auditorium                  | Baton Rouge (Louisiana)    | USA           |
| 31 luglio      | Municipal Auditorium                                    | Shreveport, Louisiana      | USA           |
| 1º agosto      | City Park Stadium                                       | New Orleans (Louisiana)    | USA           |
| 2 agosto       | Municipal Auditorium                                    | San Antonio (Texas)        | USA           |
| 3 agosto       | Moody Coliseum Southern Methodist University            | Dallas (Texas)             | USA           |
| 4 agosto       | Sam Houston Coliseum                                    | Houston (Texas)            | USA           |
| 10 agosto      | Auditorium Theatre                                      | Chicago (Illinois)         | USA           |
| 11 agosto      | Col Ballroom                                            | Davenport, Iowa            | USA           |
| 16 agosto      | Merryweather Post Pavilion                              | Columbia, Maryland         | USA           |
| 17 agosto      | Atlanta Municipal Auditorium                            | Atlanta (Georgia)          | USA           |
| 18 agosto      | Curtis Hixton Hall                                      | Tampa (Florida)            | USA           |
| 20 agosto      | The Mosque                                              | Richmond                   | USA           |
| 20 agosto      | Civic Dome                                              | Virginia Beach, Virginia   | USA           |
| 21 agosto      | "New York Rock Festival"                                | New York                   | USA           |
| 23 agosto      | Bowl Flushing Meadow Park                               | Queens (New York)          | USA           |
| 24 agosto      | Bushnell Memorial                                       | Hartford (Connecticut)     | USA           |
| 25 agosto      | Carousel Theatre                                        | Framington, Massachusetts  | USA           |
| 26 agosto      | Kennedy Stadium                                         | Bridgeport, Connecticut    | USA           |
| 30 agosto      | Langoon Opera House                                     | Salt Lake City, Utah       | USA           |
| 1º settembre   | Red Rocks Park                                          | Denver (Colorado)          | USA           |
| 3 settembre    | Balboa Stadium                                          | San Diego (California)     | USA           |
| 4 settembre    | Memorial Coliseum                                       | Phoenix (Arizona)          | USA           |
| 5 settembre    | Swing Auditorium                                        | San Bernardino, California | USA           |
| 6 settembre    | Center Coliseum                                         | Seattle (Washington)       | USA           |
| 7 settembre    | Pacific Coliseum                                        | Vancouver                  | Canada        |
| 8 settembre    | Coliseum                                                | Spokane (Washington)       | USA           |
| 9 settembre    | Memorial Coliseum                                       | Portland (Oregon)          | USA           |
| 13 settembre   | Oakland Coliseum                                        | Oakland (California)       | USA           |
| 14 settembre   | Hollywood Bowl                                          | Hollywood, California      | USA           |
| 15 settembre   | Memorial Auditorium                                     | Sacramento, California     | USA           |
| 5 ottobre      | Honolulu International Center                           | Honolulu, Oahu, Hawaii     | USA           |
| 11 ottobre     | Winterland Arena                                        | San Francisco, California  | USA           |
| 12 ottobre     | Winterland Arena                                        | San Francisco, California  | USA           |
| 13 ottobre     | Winterland Arena                                        | San Francisco, California  | USA           |
| 26 ottobre     | Civic Auditorium                                        | Bakersfield (California)   | USA           |
| 1º novembre    | Municipal Auditorium Arena                              | Kansas City                | USA           |
| 2 novembre     | Auditorium                                              | Minneapolis (Minnesota)    | USA           |
| 3 novembre     | Kiel Auditorium                                         | Saint Louis (Missouri)     | USA           |
| 15 novembre    | Cincinnati Gardens                                      | Cincinnati (Ohio)          | USA           |
| 16 novembre    | Boston Garden                                           | Boston (Massachusetts)     | USA           |
| 17 novembre    | Woolsey Hall Yale University                            | New Haven (Connecticut)    | USA           |
| 22 novembre    | Jacksonville Coliseum                                   | Jacksonville, Florida      | USA           |
| 23 novembre    | Curtis Hixon Hall                                       | Tampa (Florida)            | USA           |
| 24 novembre    | Miami Beach Convention Hall                             | Miami Beach (Florida)      | USA           |
| 27 novembre    | Rhode Island Auditorium                                 | Providence (Rhode Island)  | USA           |
| 28 novembre    | "An Electronic Thanksgiving" Philharmonic Hall          | New York                   | USA           |
| 30 novembre    | Cobo Arena                                              | Detroit (Michigan)         | USA           |
| 1º dicembre    | Coliseum                                                | Chicago (Illinois)         | USA           |

## 1969
| Data         | Locale/Manifestazione                          | Luogo                            | Stato          |
| ------------ | ---------------------------------------------- | -------------------------------- | -------------- |
| 8 gennaio    | Lorensburg Cirkus                              | Göteborg                         | Svezia         |
| 9 gennaio    | Konserthuset                                   | Stoccolma                        | Svezia         |
| 10 gennaio   | Falkoner Centret                               | Copenaghen                       | Danimarca      |
| 11 gennaio   | Musikhalle                                     | Amburgo                          | Germania Ovest |
| 12 gennaio   | Rheinhalle                                     | Düsseldorf                       | Germania Ovest |
| 14 gennaio   | Halle Munsterland                              | Munster                          | Germania Ovest |
| 15 gennaio   | Kongressaal Deutsches Museum                   | Monaco di Baviera                | Germania Ovest |
| 16 gennaio   | Meistersingerhalle                             | Norimberga                       | Germania Ovest |
| 17 gennaio   | Jahrhunderthalle                               | Francoforte                      | Germania Ovest |
| 19 gennaio   | Liederhalle                                    | Stoccarda                        | Germania Ovest |
| 21 gennaio   | Wacken Hall 16                                 | Strasburgo                       | Germania Ovest |
| 22 gennaio   | Stimmen der Welt Konzerthaus                   | Vienna                           | Austria        |
| 23 gennaio   | Sportpalast                                    | Berlino                          | Germania Ovest |
| 18 febbraio  | Royal Albert Hall                              | Londra                           | Gran Bretagna  |
| 24 febbraio  | Royal Albert Hall                              | Londra                           | Gran Bretagna  |
| 11 aprile    | Dorton Arena                                   | Raleigh, Nord Carolina           | USA            |
| 12 aprile    | Spectrum                                       | Filadelfia, Pennsylvania         | USA            |
| 18 aprile    | Ellis Auditorium Amphitheatre                  | Memphis (Tennessee)              | USA            |
| 19 aprile    | Sam Houston Coliseum                           | Houston (Texas)                  | USA            |
| 20 aprile    | Memorial Auditorium                            | Dallas (Texas)                   | USA            |
| 26 aprile    | The Forum                                      | Los Angeles                      | USA            |
| 27 aprile    | Oakland Coliseum                               | Oakland (California)             | USA            |
| 2 maggio     | Cobo Arena                                     | Detroit (Michigan)               | USA            |
| 3 maggio     | Maple Leaf Gardens                             | Toronto, Ontario                 | Canada         |
| 4 maggio     | Syracuse War Memorial Auditorium               | Syracuse (New York)              | USA            |
| 7 maggio     | Memorial Coliseum                              | Tuscaloosa, Alabama              | USA            |
| 9 maggio     | Charlotte Coliseum                             | Charlotte, Nord Carolina         | USA            |
| 10 maggio    | Charlestown Civic Center                       | Charleston, Virginia Occidentale | USA            |
| 11 maggio    | Fairgrounds Coliseum                           | Indianapolis, Indiana            | USA            |
| 16 maggio    | Civic Center                                   | Baltimora (Maryland)             | USA            |
| 17 maggio    | Rhode Island Auditorium                        | Providence (Rhode Island)        | USA            |
| 18 maggio    | Madison Square Garden                          | New York                         | USA            |
| 23 maggio    | Seattle Center Coliseum                        | Seattle (Washington)             | USA            |
| 24 maggio    | San Diego Sports Arena                         | San Diego, California            | USA            |
| 25 maggio    | Pop Festival                                   | San Jose (California)            | USA            |
| 30-31 maggio | Waikiki Shell                                  | Honolulu, Oahu, Hawaii           | USA            |
| 1º giugno    | Waikiki Shell                                  | Honolulu, Oahu, Hawaii           | USA            |
| 20 giugno    | "Newport 69" San Fernando Valley State College | Devonshire Downs, California     | USA            |
| 29 giugno    | "Denver Pop Festival" Milehigh Stadium         | Denver (Colorado)                | USA            |
| 18 agosto    | Festival di Woodstock                          | Bethel (New York)                | USA            |
| 5 settembre  | 139th Street/Lenox Avenue                      | Harlem, New York                 | USA            |
| 10 settembre | Salvation                                      | New York                         | USA            |
| 31 dicembre  | Fillmore East                                  | New York                         | USA            |

## 1970
| Data         | Locale/Manifestazione                                                           | Luogo                       | Stato          |
| ------------ | ------------------------------------------------------------------------------- | --------------------------- | -------------- |
| 1º gennaio   | Fillmore East                                                                   | New York                    | USA            |
| 28 gennaio   | "Winter Festival for Peace" Madison Square Garden                               | New York                    | USA            |
| 25 aprile    | The Forum                                                                       | Los Angeles                 | USA            |
| 26 aprile    | Cal Expo                                                                        | Sacramento (California)     | USA            |
| 1º maggio    | Milwaukee Auditorium                                                            | Milwaukee (Wisconsin)       | USA            |
| 2 maggio     | Dane County Memorial Coliseum                                                   | Madison (Wisconsin)         | USA            |
| 3 maggio     | Saint Paul Civic Center                                                         | Saint Paul (Minnesota)      | USA            |
| 4 maggio     | Holding Together, Village Gate                                                  | New York                    | USA            |
| 8 maggio     | University of Oklahoma Field House                                              | Norman, Oklahoma            | USA            |
| 9 maggio     | Will Rogers Coliseum                                                            | Fort Worth (Texas)          | USA            |
| 10 maggio    | San Antonio Hemisphere Arena                                                    | San Antonio (Texas)         | USA            |
| 16 maggio    | Temple University Stadium                                                       | Filadelfia, Pennsylvania    | USA            |
| 30 maggio    | Berkeley Community Theatre                                                      | Berkeley, California        | USA            |
| 5 giugno     | Memorial Auditorium                                                             | Dallas (Texas)              | USA            |
| 6 giugno     | Sam Houston Coliseum                                                            | Houston (Texas)             | USA            |
| 7 giugno     | Assembly Center Arena                                                           | Tulsa, Oklahoma             | USA            |
| 9 giugno     | Mid-South Coliseum                                                              | Memphis (Tennessee)         | USA            |
| 10 giugno    | Roberts Municipal Stadium                                                       | Evansville, Indiana         | USA            |
| 13 giugno    | Civic Center Baltimora                                                          | Baltimora (Maryland)        | USA            |
| 19 giugno    | Civic Auditorium                                                                | Albuquerque (Nuovo Messico) | USA            |
| 20 giugno    | Swing Auditorium                                                                | San Bernardino              | USA            |
| 21 giugno    | Ventura County                                                                  | Ventura, California         | USA            |
| 23 giugno    | Mammoth Gardens                                                                 | Denver (Colorado)           | USA            |
| 27 giugno    | Boston Garden                                                                   | Boston (Massachusetts)      | USA            |
| 4 luglio     | "Atlanta International Pop Festival" Middle Georgia Raceway                     | Byron, Georgia              | USA            |
| 4 luglio     | Miami Jai Alai Fronton                                                          | Miami, Florida              | USA            |
| 17 luglio    | "New York Pop Festival" Downing Stadium                                         | Randall Island, New York    | USA            |
| 25 luglio    | Sports Arena San Diego                                                          | San Diego (California)      | USA            |
| 26 luglio    | Sicks Stadium                                                                   | Seattle (Washington)        | USA            |
| 30 luglio    | "Rainbow Bridge Vibratory Color/Sound Experiment" - Rainbow Ridge, Seabury Hall | Isola di Maui, Hawaii       | USA            |
| 1º agosto    | Honolulu International Center                                                   | Honolulu, Oahu, Hawaii      | USA            |
| 30 agosto    | Festival dell'Isola di Wight                                                    | Isola di Wight              | Gran Bretagna  |
| 31 agosto    | Stora Scenen Gona Lund Tivoli                                                   | Stoccolma                   | Svezia         |
| 1º settembre | Stora Scenen Liseburg                                                           | Göteborg                    | Svezia         |
| 2 settembre  | Vejlby Risskov Hallen                                                           | Aarhus                      | Danimarca      |
| 3 settembre  | K.B.Hallen                                                                      | Copenaghen                  | Danimarca      |
| 4 settembre  | "Super Concert '70" Deutschlandhalle                                            | Berlino Ovest               | Germania Ovest |
| 6 settembre  | "Love and Peace Festival"                                                       | Isola di Fehmarn            | Germania Ovest |
| 16 settembre | Ronnie Scott's Jazz Club                                                        | Londra                      | Gran Bretagna  |